# 高知県交通安全協会
一般社団法人高知県交通安全協会（いっぱんしゃだんほうじんこうちけんこうつうあんぜんきょうかい）は、高知県内の地区交通安全協会を統括する交通安全協会。元高知県知事所管。

## 概要
高知県内の地区交通安全協会を統括する交通安全協会で、高知県内での季節単位で開催する交通安全運動をはじめ、自動車・自動二輪車の運転免許更新の伝達・更新事務、申請書や収入証紙の委託販売業務、自転車などに貼る反射シールや車輪のスポークに貼る反射材などの交通安全グッズの頒布、交通安全功労者の表彰及び国や全国法人への表彰推薦などを事業としている。
かつては運転技能向上のために高知県自動車学校を運営していたが、2012年に安芸自動車学校に経営を譲渡した。
1948年に任意団体として発足し、1953年に法人格を得た。

## 地区
- 高知支部
- 高知南支部
- 高知東支部
- 室戸支部
- 安芸支部
- 香南支部
- 南国支部
- 香美支部
- 本山支部
- いの支部
- 土佐支部
- 佐川支部
- 須崎支部
- 窪川支部
- 中村支部
- 土佐清水支部
- 宿毛支部